# Autoestrada do Norte (Espanha)

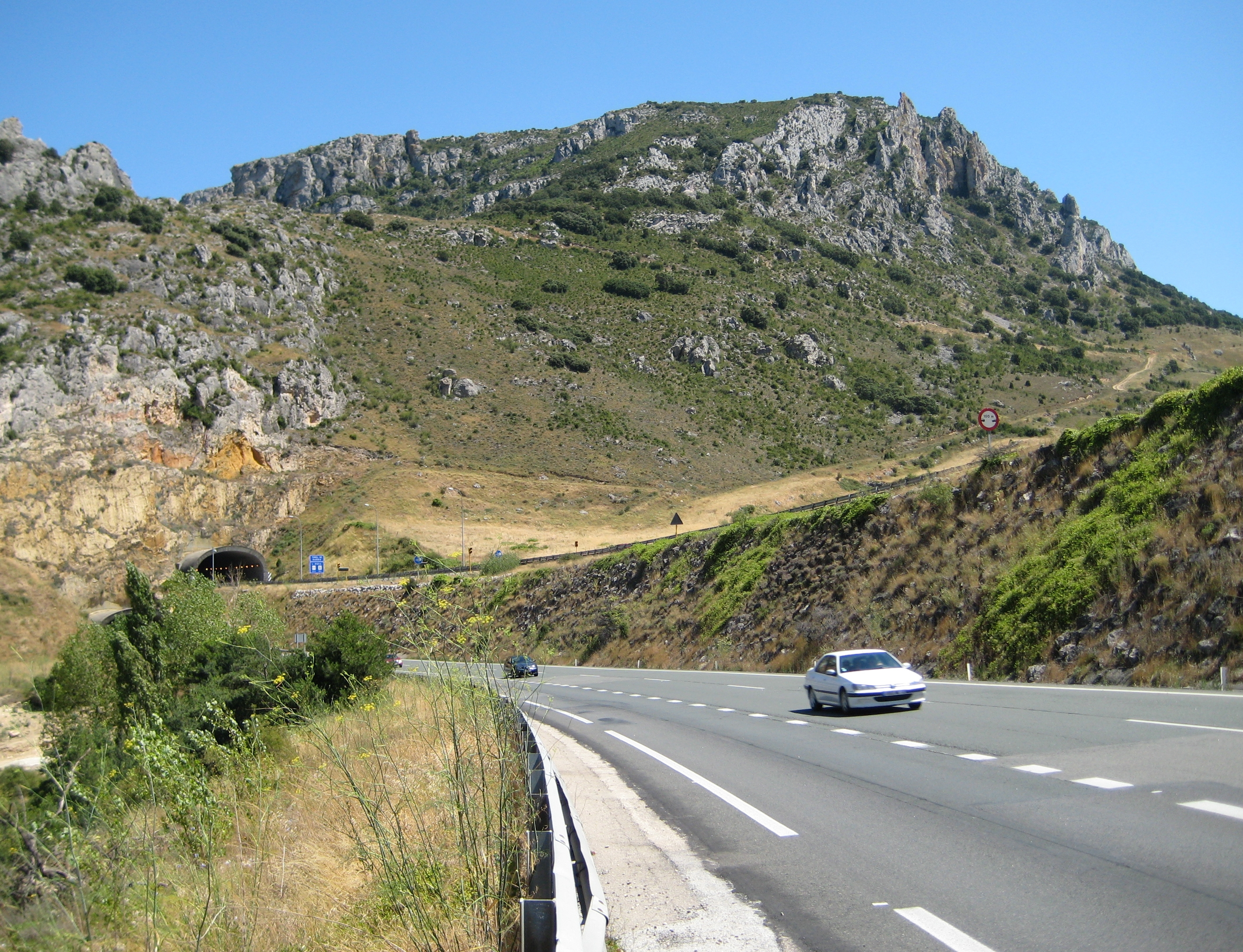
A auto-estrada AP-1, no Tunel do Bárrio, perto de Pancorbo

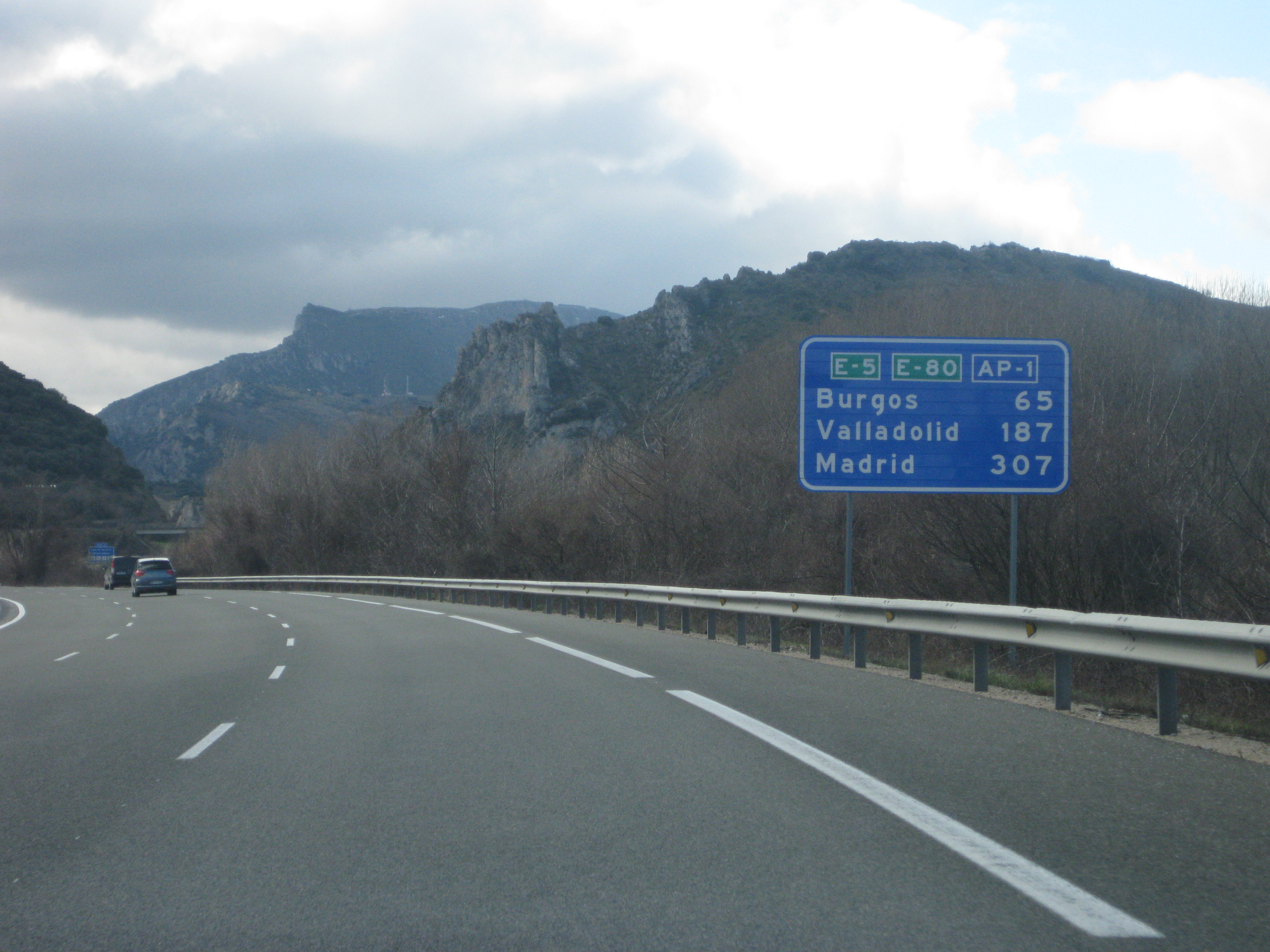
AP-1, no caminho de Burgos

A Auto-estrada do Norte (Autopista del Norte) ou AP-1 é uma auto-estrada espanhola que tem seu início em Castañares, próximo de Burgos e tem como fim em Armiñón (Álava). A auto-estrada foi originalmente um projecto entre Burgos e Éibar (Guipúzcoa) pelo que a empresa concessionária finalmente só construiu até à citada localidade alvareza de Armiñón. Nos anos 90, as disputações forais de Guipúzcoa e Álava acordaram realizam a construção de uma parte que não se levou a cabo a execução até ao País Basco. Este novo traçado, actualmente em construção, entrará em funcionamento em toda a sua extensão no dia 1 de Janeiro de 2008. Entretanto, o trânsito que se pretende realizar nessa dita rota tem que atravessar a estrada GI-627. O troço entre Vitória-Éibar está em serviço a parte entre Éibar e Mondragón. Antes de 2003 o troço entre Burgos e Armiñón já dominava-se como A-1. Desde Novembro de 2006 o troço entre Ameyugo-Miranda de Ebro-Armiñón está isento de portagens para tráfego interno.